# Дољио (Анкона)
Дољио је насеље у Италији у округу Анкона, региону Марке.
Према процени из 2011. у насељу је живело 14 становника. Насеље се налази на надморској висини од 560 м.